# Nina Owing
Nina Owing (* 28. Mai 1958) ist eine norwegische Journalistin und Nachrichtensprecherin. Sie ist unter anderem für die Hauptnachrichtensendung Dagsrevyen tätig.

## Leben
Owing studierte Soziologie und Theaterwissenschaften an der Universität Oslo. Ihre Ausbildung zur Journalistin schloss sie an der norwegischen Journalistenhochschule (Norsk Journalisthøgskole) ab. Als Journalistin arbeitete sie beim Hamar Arbeiderblad, bei der Osloer Redaktion des Medienkonzerns A-pressen (heute Amedia) und bei Nytt fra Norge. Im Jahr 1988 wechselte sie zum norwegischen Rundfunk Norsk rikskringkasting (NRK). Im Jahr 1992 begann sie dort für die Hauptnachrichtensendung Dagsrevyen zu arbeiten. Auch bei  Dagsnytt wurde sie als Nachrichtensprecherin eingesetzt. Sie moderierte unter anderem auch die Fernsehsendung Standpunkt.
Im Jahr 2018 erhielt sie vom Sprachverband Riksmålsforbundet den Preis in der TV-Kategorie.